# Francesca Dotto
Francesca Dotto est une cantatrice soprano italienne.

## Biographie
Elle étudie la musique classique à Bologne et obtient une mention en 2011. Elle débute au Théâtre La Fenice à Venise en 2011, elle interprète Musetta dans La Bohème de Puccini.
En 2015 elle interprète Violetta dans La traviata au Teatro dell'Opera de Rome, dans une mise en scène de Sofia Coppola.